# Abercio y Helena
Abercio y Helena son santos de la Iglesia católica. Se dice que fueron hijos de  Alfeo el Apóstol, aunque esto ha sido cuestionado por algunas partes. Se sabe que ambos fueron mártires: Abercio al ser expuesto desnudo a las abejas, y Helena por lapidación. Se les conmemora con una fiesta el 20 de mayo.
Se conmemoran en la Iglesia Ortodoxa el 26 de mayo.